# Kazunori Yoshimoto
Kazunori Yoshimoto (jap. 吉本 一謙 Yoshimoto Kazunori; ur. 24 kwietnia 1988) – japoński piłkarz występujący na pozycji obrońcy. Obecnie występuje w Shimizu S-Pulse.

## Kariera klubowa
Od 2007 roku występował w klubach F.C. Tokyo, FC Gifu i Mito HollyHock.